# أنطونيو تيليس
أنطونيو تيليس (2 سبتمبر 1982 بالبرازيل - ) هو لاعب كرة قدم برازيلي في مركز الهجوم. لعب مع Pro Duta F.C. ‏ وPersiba Balikpapan ‏ ومادورا يونايتد وPersiraja Banda Aceh ‏ وPS Cordova University ‏ وPSSB Bireuen ‏ وKalteng Putra F.C. ‏ وPSIS Semarang ‏ وبيرسيتا تانغيرانغ.

## وصلات خارجية
- أنطونيو تيليس على موقع قاعدة بيانات كرة القدم.إي يو (الإنجليزية)
- أنطونيو تيليس على موقع Soccerway.com (الإنجليزية)